# Charles Court
Ne doit pas être confondu avec Charles Caton de Court.
 (juin 2014).
Charles Court, né le 3 octobre 1957 à Neuilly-sur-Seine et mort le 19 juin 2015 à Paris 15e,, est un compositeur français de musique de film.

## Biographie
Charles Court est en partie autodidacte, il a baigné dans une famille de musiciens. Il commence à composer dès l'âge de 14 ans.
Tout en poursuivant un parcours d’études musicales classiques, il est très vite attiré par la musique de film, et conquis par celle de Georges Delerue, grâce entre autres au film Un homme amoureux, qui fut le vrai point de départ de son ambition.

« Recréer cette émotion, celle-là même que j’avais ressentie si fortement, ce jour-là, dans cette salle de cinéma, est devenu mon rêve et mon désir. »

[réf. nécessaire]
Il s’ensuit un parcours professionnel jalonné de nombreuses rencontres. Il compose une dizaine de musiques pour des courts métrages, avec des élèves de l’IDHEC (FEMIS) et commence à gagner sa vie en composant des musiques (plus d’une centaine) pour des entreprises (EDF, Crédit agricole, Ministère de la Fonction publique…) ainsi que des musiques de théâtre (Hervé Dubourjal) et de danse contemporaine (Compagnie Beau Geste).
Sa rencontre avec Michel Magne, fut sans doute la plus importante. En l’acceptant comme élève, Magne allait lui apprendre, lui transmettre et lui confirmer son métier de compositeur de musiques de films.
Charles Court a composé la musique de cent-trente-cinq films, séries et longs métrages avec quarante-cinq réalisateurs : vingt-cinq avec Christian Faure, quinze avec David Delrieux, onze avec Philippe Venault, six avec Philippe de Broca. 
Son inspiration est aussi nourrie par ses ainés : Ennio Morricone et John Williams mais aussi par ses contemporains, Alexandre Desplat, Joe Hisaishi, Gabriel Yared…

« Au fil du temps je me suis rendu compte de l'importance qu'avaient ces rencontres à la fois humaines et artistiques. Et c'est bien cela que je conserve. Alors même que la musique s'envole et vit sa vie, ce sont bien toutes ces personnes que je croise, qui m'enthousiasment et participent à cette énergie qui m'anime chaque jour. »

[réf. nécessaire]

« Composer de la musique de film, avec mes propres couleurs, c'est aller à la rencontre d'une émotion, d'une idée, m'en emparer, la faire mienne et la redonner, l'offrir dans cette lecture profonde et inconsciente, de l'œuvre, du film. »

[réf. nécessaire]

## Filmographie
2014
- Au nom des fils de Christian Faure
- La Loi de Christian Faure

2013
- 3 femmes en colère de Christian Faure

2012
- Paradis amers de Christian Faure
- Interdits d'enfants de Jacques Renard

2011
- Saïgon, l'été de nos 20 ans (2 × 90 min) de Philippe Venault
- Le Monde à ses pieds de Christian Faure
- Sœur Thérèse.com (21 × 90 min) (Les 21 épisodes (2001-2011))

2010
- Mademoiselle Drot de Christian Faure
- Vidocq, le masque et la plume d'Alain Choquart
- Fais danser la poussière de Christian Faure

2009
- La Liste de Christian Faure
- Claire Brunetti (« Piste noire ») de Didier Delaître

2008
- Papillon Noir de Christian Faure
- Villa Jasmin de Férid Boughedir & Serge Moati
- Avocats et associés (« Épisode 100 ») de Bruno Garcia
- Les Enfants d'Orion (2 × 90 min) de Philippe Venault
- Les Hauts Murs de Christian Faure

2007
- Dans l'ombre du maître de David Delrieux
- La Prophétie d'Avignon de David Delrieux

2006
- Marie Besnard (2 × 100 min) de Christian Faure
- Des fleurs pour Algernon de David Delrieux
- Poussière d'amour de Philippe Venault

2005
- Le piège du père Noël de Christian Faure
- Trois jours en juin de Philippe Venault
- Un amour à taire de Christian Faure
- La parenthèse interdite de David Delrieux

2004
- Courrier du cœur de Christian Faure
- Le menteur de Philippe de Broca
- L'un contre l'autre de Dominique Baron

2003
- Le monde de Yoyo de David Delrieux
- Y aura pas école demain de Philippe de Broca
- Un amour en kit de Philippe de Broca

2002
- T'as voulu voir la mer de Christian Faure
- Les filles du Calendrier de Philippe Venault
- La mort est rousse de Christian Faure

2001
- L'Emmerdeuse de Michaël Perrotta
- Une mort pour une vie de Benoît d'Aubert
- Le roman de Lulu de David Decca
- Les Bœuf-carottes : La Fée du Logis de Christian Faure
- Le Parisien du village de Philippe Venault

2000
- Passage interdit (2 × 100 min) de Michaël Perrotta
- Suite en ré de Christian Faure
- Les Bœuf-carottes : Pour l'amour ... de Christian Faure
- Jeanne, Marie et les autres de Jacques Renard
- Dette d'Amour de Christian Faure
- Juste une question d'amour de Christian Faure
- La part de l'ombre de Philippe Venault
- Le Bimillionnaire de Michaël Perrotta

1999
- 17 rue des moulins de Rémy Burkel
- L'avocate : État d'alerte de Alain Nahum
- L'avocate : Le témoin de Jean-Claude Sussfeld
- L'avocate : Les fruits de la haine de Jean-Claude Sussfeld
- Un chat dans la gorge de Jacques Otmezguine

1998
- Fugue en ré de Christian Faure
- La femme de l'Italien de Michaël Perrotta
- Le clandestin de Jean-Claude Sussfeld
- Interdit de vieillir de Dominique Tabuteau
- Meurtres sans risques de Christiane Spiero
- L'Instit de David Delrieux
- Le Horsain de Philippe Venault
- Qui mange qui ? de Dominique Tabuteau
- Heureusement qu'on s'aime de David Delrieux

1997
- L'enfant perdu de Christian Faure
- L'enfant du bout du monde de Christian Faure
- L'esprit des flots de David Delrieux
- L'Amour à l'ombre de Philippe Venault

1996
- Le bébé d'Elsa de Michaël Perrotta
- Attends-moi de François Luciani
- Le Neuvième jour de David Delrieux
- Le secret d'Iris de Élisabeth Rappeneau
- Les clients d'Avrenos de Philippe Venault
- L'ile des loups de Michel Andrieu
- Notre homme de Elisabeth Rappeneau

1995
- Les hommes et les femmes de Philippe de Broca
- L'impossible monsieur papa de Denys Granier-Deferre
- L'audace d'y croire de David Delrieux
- Les Gens de Mogador (6 × 100 min) de Robert Mazoyer
- Seconde naissance de Dominique Tabuteau
- Soif d'en sortir de Dominique Tabuteau

1994
- Marie s'en va-t-en guerre de David Delrieux
- Le jardin des plantes de Philippe de Broca
- L'Homme empaillé de Philippe Venault
- Jour de colère de David Delrieux
- Docks des Anges de Bruno Gantillon
- Mort à l'étage de Philippe Venault

1993
- Ferbac et le mal des Ardents de Roland Verhavert
- Regarde-moi quand je te quitte de Philippe de Broca
- Le Don de David Delrieux
- Le crime de Ferbac de Bruno Gantillon
- Maria des Eaux-Vives (3 × 100 min) de Robert Mazoyer

1992
- La scène finale de Bruno Gantillon
- Hors-piste de Alain Baudy
- Les Amants du Tage de David Delrieux

1991
- Adieu mes jolis de David Delrieux